# Перепелиця жовточуба
Перепелиця жовточуба (Callipepla douglasii) — вид куроподібних птахів родини токрових (Odontophoridae).

## Поширення
Ендемік Мексики. Птах поширений на північному заході країни на півдні штату Сонора, у штатах Сіналоа і Наярит, на півночі штату Халіско.

## Опис
Птах завдовжки 22-25 см, вагою 160—190 г. Верхня частина голови, щоки, боки шиї і горла сірі з чорними смугами. Потилиця сіра з коричневими смугами. Верхня частина грудей і шиї сірого кольору, а нижня частина грудей і живіт сірі з білими плямами круглої форми, збільшеними в задній частині тіла. Крила строкаті — коричневі з білими смужками; Хвіст сірий з темно-коричневим краєм. У самців на голові чубчик заввишки 4 см золотистого кольору. У самиць чубчик менший — до 3 см, і коричневого забарвлення.